# 2. Fußball-Bundesliga 2005/06
In der 2. Bundesliga 2005/06 erreichten der VfL Bochum, Alemannia Aachen und Energie Cottbus den Aufstieg in die Bundesliga.

## Veränderungen zur Vorsaison
Aus der Bundesliga kehrten der VfL Bochum, Hansa Rostock und der SC Freiburg ins Unterhaus zurück. Sie ersetzten die aufgestiegenen Köln, Duisburg und Frankfurt.
Der SC Paderborn 07 nahm erstmals an der 2. Bundesliga teil. Auch für die Sportfreunde Siegen, die 1974 die Qualifikation für die zweigleisige 2. Bundesliga knapp verpassten, war es eine Premiere. Die Kickers Offenbach kehrten nach fünf, Eintracht Braunschweig nach zwei Jahren zurück.

## Saisonverlauf

### Aufstieg
Mit Beginn der Rückrunde hatten sich der VfL Bochum und Herbstmeister Alemannia Aachen als klare Favoriten von der Konkurrenz abgesetzt und feierten bereits am 30. Spieltag den Aufstieg. Das Duell um die Zweitliga-Meisterschaft entschied Bochum mit einem Punkt Vorsprung knapp für sich.
Energie Cottbus, das ab Spieltag 26 auf Platz 3 stand und drei Spieltage vor Ende sechs Punkte Vorsprung hatte, machte es vor allem durch eine 0:2-Niederlage in Offenbach nochmals spannend. Engster Verfolger war über weite Phasen die SpVgg Greuther Fürth, die mit Beginn der Rückrunde knapp hinter dem Spitzen-Duo gelegen hatte, dann aber hinter Cottbus auf Platz 4 abgerutscht war. Auch der Karlsruher SC und SC Freiburg hatten am letzten Spieltag noch die Chance, auf den dritten Aufstiegsplatz zu springen. Cottbus verteidigte diesen aber mit einem 3:1 gegen 1860 München.

### Abstieg
Die Sportfreunde Siegen stiegen am 31. Spieltag direkt wieder ab. LR Ahlen, das nahezu die gesamte Saison auf einem Abstiegsplatz verbracht hatte, folgte am Spieltag darauf. 1860 München spielte nach dem knapp verpassten Aufstieg eine schwache Saison, konnte sich aber am 33. Spieltag vorzeitig mit einem Sieg gegen den direkten Konkurrenten 1. FC Saarbrücken retten, dessen Aufholjagd in der Rückrunde nach demselben Spiel beendet war.

Auch Dynamo Dresden stand weite Teile der Saison unter den letzten Vieren. Am letzten Spieltag hätte Dynamo den Rückstand auf die SpVgg Unterhaching dank eines 3:1-Siegs in Rostock beinahe noch egalisiert, jedoch hielten die Hachinger ein 0:0 gegen Bochum und verblieben in Liga 2. 

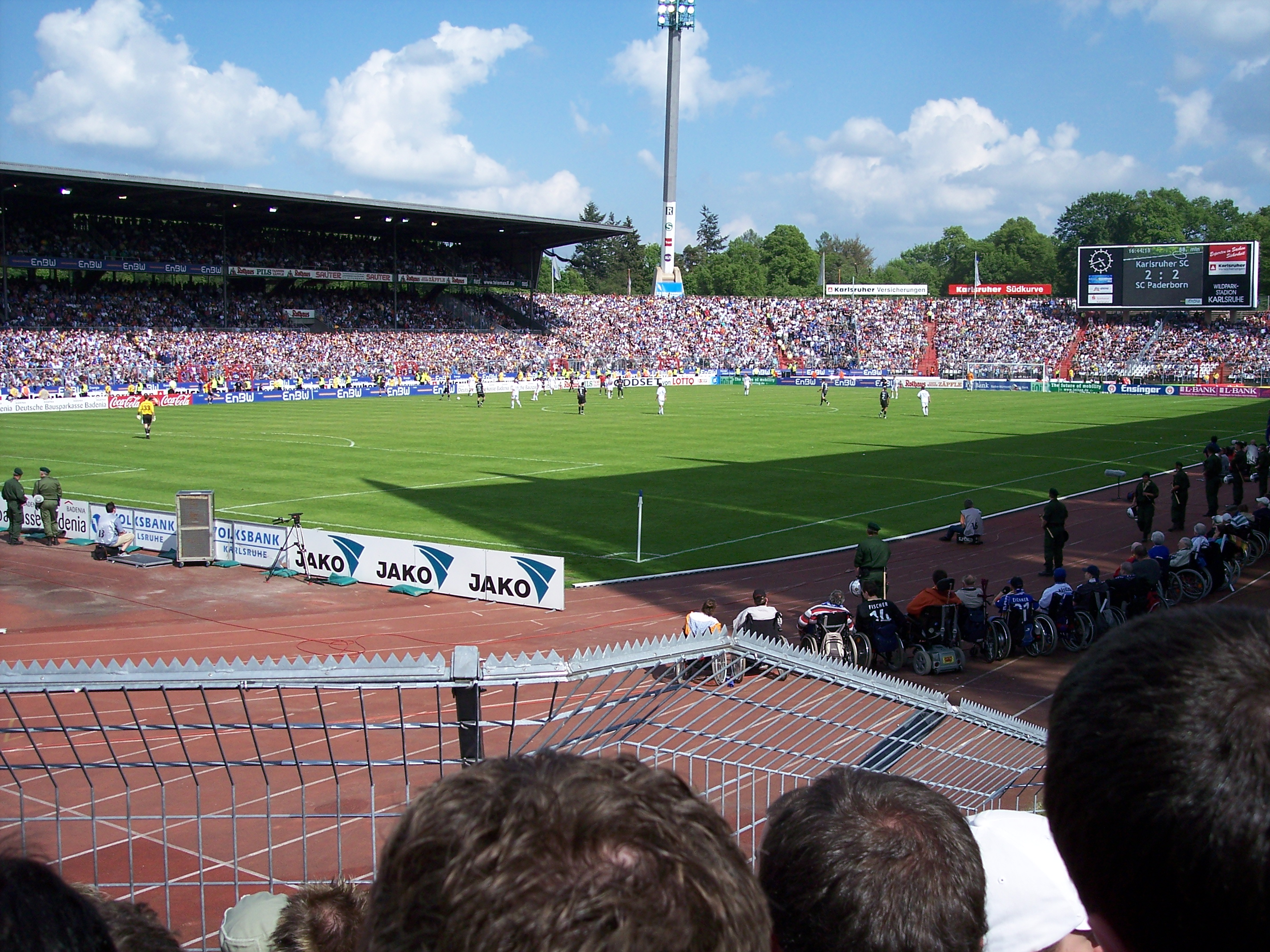
Szene aus dem Spiel Karlsruher SC gegen SC Paderborn am letzten Spieltag, das Spiel endete mit 2:3

## Statistiken

### Abschlusstabelle
| Pl. | Verein                     | Sp. | S  | U  | N  | Tore    | Diff. | Punkte |
| --- | -------------------------- | --- | -- | -- | -- | ------- | ----- | ------ |
| 1.  | VfL Bochum (A)             | 34  | 19 | 9  | 6  | 055:260 | +29   | 66     |
| 2.  | Alemannia Aachen           | 34  | 20 | 5  | 9  | 061:360 | +25   | 65     |
| 3.  | Energie Cottbus            | 34  | 16 | 10 | 8  | 049:330 | +16   | 58     |
| 4.  | SC Freiburg (A)            | 34  | 16 | 8  | 10 | 041:330 | +8    | 56     |
| 5.  | SpVgg Greuther Fürth       | 34  | 15 | 9  | 10 | 051:420 | +9    | 54     |
| 6.  | Karlsruher SC              | 34  | 15 | 8  | 11 | 055:450 | +10   | 53     |
| 7.  | FC Erzgebirge Aue          | 34  | 13 | 9  | 12 | 038:360 | +2    | 48     |
| 8.  | Wacker Burghausen          | 34  | 12 | 11 | 11 | 045:490 | −4    | 47     |
| 9.  | SC Paderborn 07 (N)        | 34  | 13 | 7  | 14 | 046:400 | +6    | 46     |
| 10. | Hansa Rostock (A)          | 34  | 13 | 4  | 17 | 044:490 | −5    | 43     |
| 11. | Kickers Offenbach (N)      | 34  | 12 | 7  | 15 | 042:530 | −11   | 43     |
| 12. | Eintracht Braunschweig (N) | 34  | 13 | 4  | 17 | 037:480 | −11   | 43     |
| 13. | TSV 1860 München           | 34  | 11 | 9  | 14 | 041:440 | −3    | 42     |
| 14. | SpVgg Unterhaching         | 34  | 12 | 6  | 16 | 042:480 | −6    | 42     |
| 15. | Dynamo Dresden             | 34  | 11 | 8  | 15 | 039:450 | −6    | 41     |
| 16. | 1. FC Saarbrücken          | 34  | 11 | 5  | 18 | 037:630 | −26   | 38     |
| 17. | LR Ahlen                   | 34  | 9  | 8  | 17 | 036:500 | −14   | 35     |
| 18. | Sportfreunde Siegen (N)    | 34  | 8  | 7  | 19 | 035:540 | −19   | 31     |

| (A) | Absteiger aus der Bundesliga 2004/05    |
| (N) | Aufsteiger aus der Regionalliga 2004/05 |

### Kreuztabelle
| Pl. | 2005/06                | VfL Bochum | Alemannia Aachen | Energie Cottbus | SC Freiburg | SpVgg Greuther Fürth | Karlsruher SC | FC Erzgebirge Aue | Wacker Burghausen | SC Paderborn 07 | FC Hansa Rostock | Kickers Offenbach | Eintracht Braunschweig | TSV 1860 München | SpVgg Unterhaching | Dynamo Dresden | 1. FC Saarbrücken | LR Ahlen | Sportfreunde Siegen |
| --- | ---------------------- | ---------- | ---------------- | --------------- | ----------- | -------------------- | ------------- | ----------------- | ----------------- | --------------- | ---------------- | ----------------- | ---------------------- | ---------------- | ------------------ | -------------- | ----------------- | -------- | ------------------- |
| 1.  | VfL Bochum             |            | 1:4              | 2:2             | 4:0         | 1:1                  | 2:3           | 1:0               | 1:2               | 1:1             | 1:0              | 0:1               | 4:0                    | 1:0              | 1:0                | 1:0            | 3:0               | 3:0      | 3:1                 |
| 2.  | Alemannia Aachen       | 0:2        |                  | 0:0             | 0:1         | 0:1                  | 2:1           | 3:1               | 2:0               | 2:1             | 3:2              | 0:1               | 2:1                    | 1:0              | 1:0                | 2:0            | 4:0               | 6:2      | 3:0                 |
| 3.  | Energie Cottbus        | 0:1        | 5:1              |                 | 2:1         | 1:2                  | 0:0           | 1:0               | 4:1               | 1:2             | 2:0              | 1:2               | 2:1                    | 3:1              | 2:0                | 0:0            | 0:1               | 0:0      | 1:0                 |
| 4.  | SC Freiburg            | 0:0        | 0:2              | 4:1             |             | 1:0                  | 0:0           | 2:0               | 2:1               | 1:0             | 2:2              | 2:0               | 1:0                    | 2:1              | 3:2                | 1:0            | 3:1               | 3:0      | 2:2                 |
| 5.  | SpVgg Greuther Fürth   | 1:3        | 0:0              | 1:1             | 1:2         |                      | 3:1           | 1:3               | 6:2               | 1:1             | 2:0              | 2:0               | 0:1                    | 2:2              | 2:0                | 3:1            | 0:0               | 2:0      | 1:0                 |
| 6.  | Karlsruher SC          | 4:2        | 2:1              | 3:2             | 1:1         | 2:1                  |               | 5:2               | 0:1               | 2:3             | 1:0              | 1:1               | 7:0                    | 1:2              | 1:0                | 2:1            | 2:1               | 3:1      | 2:0                 |
| 7.  | Erzgebirge Aue         | 0:1        | 2:1              | 2:2             | 1:0         | 1:1                  | 0:0           |                   | 1:1               | 1:0             | 2:1              | 1:0               | 0:2                    | 3:0              | 0:1                | 2:0            | 2:0               | 0:0      | 0:2                 |
| 8.  | Wacker Burghausen      | 0:4        | 1:1              | 0:1             | 2:1         | 2:2                  | 1:1           | 1:1               |                   | 5:1             | 1:1              | 0:2               | 1:2                    | 1:0              | 1:1                | 1:0            | 2:0               | 1:3      | 1:0                 |
| 9.  | SC Paderborn           | 1:3        | 3:1              | 0:0             | 1:1         | 1:2                  | 2:0           | 0:2               | 1:3               |                 | 3:0              | 4:1               | 3:0                    | 0:1              | 1:1                | 0:2            | 5:0               | 1:0      | 4:0                 |
| 10. | FC Hansa Rostock       | 0:2        | 1:0              | 0:0             | 1:2         | 1:2                  | 2:0           | 1:0               | 1:0               | 2:0             |                  | 1:2               | 2:3                    | 3:1              | 4:2                | 1:3            | 3:0               | 1:2      | 2:0                 |
| 11. | Kickers Offenbach      | 0:0        | 2:4              | 2:0             | 2:1         | 2:1                  | 1:3           | 2:1               | 1:3               | 1:1             | 1:3              |                   | 2:0                    | 2:5              | 4:1                | 0:0            | 2:3               | 0:3      | 1:1                 |
| 12. | Eintracht Braunschweig | 0:0        | 0:1              | 0:1             | 0:0         | 3:0                  | 1:0           | 0:1               | 1:2               | 2:0             | 4:1              | 2:0               |                        | 3:3              | 3:0                | 1:0            | 1:2               | 3:1      | 1:0                 |
| 13. | 1860 München           | 0:1        | 0:0              | 2:3             | 0:1         | 2:2                  | 2:0           | 1:1               | 1:1               | 1:0             | 4:1              | 1:1               | 1:0                    |                  | 1:4                | 1:2            | 1:0               | 0:0      | 3:0                 |
| 14. | SpVgg Unterhaching     | 0:0        | 1:2              | 0:2             | 1:0         | 4:1                  | 4:1           | 1:1               | 1:1               | 3:0             | 0:1              | 2:0               | 1:0                    | 1:0              |                    | 1:1            | 0:1               | 2:0      | 2:1                 |
| 15. | Dynamo Dresden         | 0:0        | 1:3              | 1:1             | 2:0         | 1:2                  | 3:2           | 1:4               | 1:2               | 0:2             | 1:0              | 4:1               | 1:1                    | 2:0              | 2:3                |                | 2:0               | 3:1      | 1:0                 |
| 16. | 1. FC Saarbrücken      | 0:4        | 2:5              | 1:3             | 2:1         | 1:0                  | 1:2           | 1:1               | 1:1               | 0:0             | 1:2              | 0:4               | 2:0                    | 0:0              | 5:3                | 5:1            |                   | 1:0      | 0:3                 |
| 17. | LR Ahlen               | 2:2        | 0:2              | 0:1             | 0:0         | 1:2                  | 2:2           | 3:1               | 2:2               | 0:2             | 1:3              | 1:0               | 3:0                    | 1:2              | 1:0                | 0:0            | 3:1               |          | 0:1                 |
| 18. | Sportfreunde Siegen    | 3:0        | 2:2              | 2:4             | 1:0         | 1:3                  | 0:0           | 0:1               | 2:1               | 0:2             | 1:1              | 1:1               | 4:1                    | 1:2              | 4:0                | 2:2            | 0:4               | 0:3      |                     |

Die Partie Wacker Burghausen gegen TSV 1860 München (12. Spieltag; 0:2) wurde vom DFB-Sportgericht am 15. Februar 2006 annulliert und neu angesetzt (1:0). Grund: 1860-Spieler Nemanja Vučićević wurde der Einnahme einer unerlaubten Substanz überführt.

### Torschützenliste
Bester Torjäger der Saison war Christian Eigler von der SpVgg Greuther Fürth mit 18 Toren.
|     |                         | Spieler            | Verein               | Tore |
| --- | ----------------------- | ------------------ | -------------------- | ---- |
| 1.  | Deutschland             | Christian Eigler   | SpVgg Greuther Fürth | 18   |
| 2.  | Italien                 | Giovanni Federico  | Karlsruher SC        | 14   |
| 2.  | Slowakei                | Marek Krejčí       | Wacker Burghausen    | 14   |
| 4.  | Frankreich              | Régis Dorn         | Kickers Offenbach    | 13   |
| 4.  | Deutschland             | Marius Ebbers      | Alemannia Aachen     | 13   |
| 6.  | Brasilien               | Edu                | VfL Bochum           | 12   |
| 6.  | Rumänien                | Sergiu Radu        | FC Energie Cottbus   | 12   |
| 8.  | Bosnien und Herzegowina | Zvjezdan Misimović | VfL Bochum           | 11   |
| 8.  | Deutschland             | René Müller        | SC Paderborn 07      | 11   |
| 8.  | Deutschland             | Jan Schlaudraff    | Alemannia Aachen     | 11   |
| 8.  | Deutschland             | Suat Türker        | Kickers Offenbach    | 11   |
| 12. | Kanada                  | Kevin McKenna      | FC Energie Cottbus   | 10   |

### Trainer und Funktionäre
| Verein                 | Trainer | Co-Trainer                                                                        | Manager | Präsident/Vorstandschef                                               | Aufsichtsratschef                                                          |
| ---------------------- | --- | --------------------------------------------------------------------------------- | --- | --------------------------------------------------------------------- | -------------------------------------------------------------------------- |
| Alemannia Aachen       | Dieter Hecking | Dirk Bremser                                                                      | Jörg Schmadtke | Horst Heinrichs                                                       | nicht besetzt                                                              |
| LR Ahlen               | František Straka (bis 25. Oktober 2005), Paul Linz (ab 26. Oktober 2005) | Thomas Kastenmaier (bis 7. Dezember 2005), Arno Michels (ab 7. Dezember 2005)     | Frank Aehlig | Helmut Spikker                                                        | Rainer Kaderka (bis 17. Oktober 2005), Bernd Mehring (ab 17. Oktober 2005) |
| FC Erzgebirge Aue      | Gerd Schädlich | Holger Erler                                                                      | Lothar Schmiedel | Uwe Leonhardt                                                         | nicht besetzt                                                              |
| VfL Bochum             | Marcel Koller | Frank Heinemann                                                                   | Stefan Kuntz (ab 1. April 2006), Dieter Meinhold, Ansgar Schwenken                                                                          | Dieter Meinhold, Ansgar Schwenken                                     | Werner Altegoer                                                            |
| Eintracht Braunschweig | Michael Krüger | Willi Kronhardt                                                                   | Wolfgang Loos, Carsten Schulz | Gerhard Glogowski                                                     | nicht besetzt                                                              |
| Wacker Burghausen      | Markus Schupp | Karl-Heinz Emig, Wolfgang Riedl                                                   | Kurt Gaugler | Willi Kleine                                                          | nicht besetzt                                                              |
| Energie Cottbus        | Petrik Sander | Thomas Hoßmang, Franklin Bittencourt                                              | Ralf Lempke | Michael Stein                                                         | nicht besetzt                                                              |
| Dynamo Dresden         | Christoph Franke (bis 15. Dezember 2005), Peter Pacult (ab 28. Dezember 2005)                                                                                               | Sven Köhler, Meinhard Hemp                                                        | Volkmar Köster | Jochen Rudi                                                           | Friedemann Küchenmeister                                                   |
| SC Freiburg            | Volker Finke | Achim Sarstedt                                                                    | Andreas Bornemann | Achim Stocker                                                         | nicht besetzt                                                              |
| SpVgg Greuther Fürth   | Benno Möhlmann | Werner Dreßel                                                                     | Wolfgang Gräf | Helmut Hack                                                           | nicht besetzt                                                              |
| Karlsruher SC          | Edmund Becker | Peter Gadinger                                                                    | Rolf Dohmen | Hubert H. Raase                                                       | nicht besetzt                                                              |
| TSV 1860 München       | Reiner Maurer (bis 22. Januar 2006), Bernhard Trares (22. Januar 2006 bis 24. Januar 2006), Walter Schachner (ab 24. Januar 2006)                                           | Bernhard Trares, Günter Gorenzel-Simonitsch (1. Februar 2006 bis 30. August 2008) | Roland Kneißl (bis 22. Januar 2006), Stefan Reuter (ab 23. Januar 2006)                                                                     | Karl Auer (bis 17. März 2006), Alfred Lehner (ab 24. März 2006)       | Alfred Lehner (bis 24. März 2006), Josef Hilz (ab 24. März 2006)           |
| Kickers Offenbach      | Hans-Jürgen Boysen (bis 23. Januar 2006), Steffen Menze (23. Januar 2006 bis 25. Januar 2006), Wolfgang Frank (ab 25. Januar 2006)                                          | Manfred Binz                                                                      | Uwe Bein (bis 23. Dezember 2005), Michael Dämgen (ab 23. Dezember 2005)                                                                     | Dieter Müller                                                         | nicht besetzt                                                              |
| SC Paderborn 07        | Jos Luhukay | Markus Gellhaus                                                                   | Michael Born, Günther Rybarczyk, Martin Hornberger (ab 1. Oktober 2005)                                                                     | Wilfried Finke                                                        | Elmar Volkmann                                                             |
| Hansa Rostock          | Jörg Berger (bis 14. August 2005), Frank Pagelsdorf (ab 15. August 2005) | Frank Engel (bis 14. August 2005), Timo Lange (ab 16. August 2005)                | Herbert Maronn | Manfred Wimmer                                                        | Horst Klinkmann                                                            |
| 1. FC Saarbrücken      | Horst Ehrmantraut (bis 23. August 2005), Fritz Fuchs (23. August 2005 bis 31. August 2005), Rudi Bommer (31. August 2005 bis 3. Mai 2006), Didier Philippe (ab 3. Mai 2006) | Didier Philippe                                                                   | Bernd Coen (bis 2. November 2005) | Hartmut Ostermann                                                     | Reinhard Klimmt                                                            |
| Sportfreunde Siegen    | Ján Kocian (bis 4. Februar 2006), Uwe Helmes (4. Februar 2006 bis 17. Februar 2006), Hannes Bongartz (ab 17. Februar 2006)                                                  | Gerhard Noll (bis 4. Februar 2006), Uwe Helmes (ab 11. März 2006)                 | Karl-Hermann Nickel, Rolf Bleck (bis 10. März 2006), Hannes Bongartz (11. März 2006 bis 17. April 2006), Harald Gärtner (ab 17. April 2006) | Rolf Steinemann (bis 21. Juli 2005), Holger Rathke (ab 21. Juli 2005) | Manfred Utsch (bis 14. März 2006), Harald Peter (ab 14. März 2006)         |
| SpVgg Unterhaching     | Heribert Deutinger | Ralph Hasenhüttl                                                                  | Norbert Hartmann | Engelbert Kupka                                                       | nicht besetzt                                                              |